# Jean-Roger Caussimon
Jean-Roger Caussimon (* 24. Juli 1918 im 14. Arrondissement, Paris; † 19. Oktober 1985 im 13. Arrondissement, Paris) war ein französischer Schauspieler und Chansonnier, der unter anderem den Text zum Chanson Monsieur William schrieb und in mehr als 100 Filmen mitspielte.

## Leben
Caussimon hatte sein Filmdebüt 1945 in der von André Zwoboda inszenierten Filmbiografie François Villon mit Serge Reggiani in der Rolle als „Le grand écolier“. In der 1951 entstandenen Filmkomödie Die rote Herberge (Originaltitel: L’auberge rouge) von Claude Autant-Lara mit Fernandel, Françoise Rosay und Julien Carette übernahm er die Rolle des „Dauvin“. 1952 spielte er in dem unter der Regie von André Cayatte entstandenen Justizdrama Wir sind alle Mörder (Originaltitel: Nous sommes tous des assassins) spielte er an der Seite von Marcel Mouloudji, Raymond Pellegrin und Claude Laydu eine Rolle als „Staatsanwalt“.
1954 spielte er unter der Regie von Jean Renoir in dem Musikfilm French Can Can (Originaltitel: French Cancan) neben Jean Gabin, Françoise Arnoul und María Félix die Rolle des „Baron Walter“. In der Literaturverfilmung Bel Ami – Der Frauenheld von Paris (1955) von Louis Daquin mit Johannes Heesters, Marianne Schönauer und Christl Mardayn stellte er den „Forestier“ dar. 1956 stellte er in der Westernkomödie Fernand Cowboy von Guy Lefranc mit Fernand Raynaud, Dora Doll und Noël Roquevert den „Castor Prudent“ dar. In der 1961 entstandenen Dr. Mabuse-Verfilmung Im Stahlnetz des Dr. Mabuse von Harald Reinl mit Gert Fröbe, Lex Barker und Daliah Lavi trat er in einer Nebenrolle als „Küster“ auf. In dem 1965 unter der Regie von Robert Siodmak entstandenen Karl-May-Film Die Pyramide des Sonnengottes mit den Hauptdarstellern Lex Barker, Gérard Barray und Rik Battaglia spielte er den „Marschall Bazaine“.
In dem 1966 von Terence Young inszenierten Agentenfilm Spion zwischen 2 Fronten (Originaltitel: Triple Cross) spielt er an der Seite von Christopher Plummer, Romy Schneider und Trevor Howard eine Nebenrolle als „General der Luftwaffe“. 1967 übernahm er in der unter der Regie von André Hunebelle entstandenen Kriminalkomödie Fantomas bedroht die Welt (Originaltitel: Fantômas contre Scotland Yard) mit Jean Marais, Louis de Funès und Mylène Demongeot die Rolle des „Lord McRashley“. In dem 1968 nach dem Roman Große Erwartungen von Charles Dickens unter dem Titel Les Grandes Espérances entstandenen Fernsehfilm von Marcel Cravenne spielte er neben Madeleine Renaud und Charles Vanel die Hauptrolle des „Jaggers“. In dem 1976 von Bertrand Tavernier inszenierten Kriminalfilm Der Richter und der Mörder (Originaltitel: Le juge et l’assassin) mit Philippe Noiret, Michel Galabru und Isabelle Huppert stellte er einen „Straßensänger“ dar.
In Louis’ unheimliche Begegnung mit den Außerirdischen (Originaltitel: Le Gendarme et les extra-terrestres) aus dem Jahr 1979 von Jean Girault stellte er neben Louis de Funès, Michel Galabru und Maurice Risch in den Hauptrollen den „Bischof“ dar. Seinen letzten Auftritt hatte er 1984 in dem Fernsehfilm Le château von Jean Kerchbron, in dem er an der Seite von Daniel Mesguich, Albert Médina und Redjep Mitrovitsa in einer Nebenrolle auftrat.
Caussimon schrieb ferner zahlreiche Chansons wie Monsieur William (1953), die nicht nur von ihm selbst, sondern auch von Künstlern wie Catherine Sauvage und Jacques Brel gesungen wurden.

## Filmografie (Auswahl)
- 1945: François Villon
- 1946: Freibeuter der Liebe (Pétrus)
- 1948: Die liebestolle Stadt (Clochemerle)
- 1951: Die rote Herberge (L’auberge rouge)
- 1952: Anna und der Henker (Il boia di Lilla – La vita avventurosa di Milady)
- 1952: Wir sind alle Mörder (Nous sommes tous des assassins)
- 1954: French Can Can
- 1954: Bartholomäusnacht (La reine Margot)
- 1955: Bel Ami
- 1955: Hafen des Verlangens (Port du désir)
- 1956: Fernand Cowboy
- 1957: Mit allen Wassern gewaschen (Et par ici la sortie)
- 1958: Schwarzer Stern in weißer Nacht (Un homme se penche sur son passé)
- 1958: Der Gorilla lässt schön grüßen (Le gorille vous salue bien)
- 1958: Die Ratten von Paris (Les jeux dangereux)
- 1961: Im Stahlnetz des Dr. Mabuse
- 1962: Der junge General (La Fayette)
- 1964: Der Triumph des Musketiers (Hardi Pardaillan!)
- 1965: Mädchen, die sich verkaufen (L’amour à la chaîne)
- 1965: Die Pyramide des Sonnengottes
- 1965: Thomas, der Betrüger (Thomas l’imposteur)
- 1965: Rendezvous der Killer (Pleins feux sur Stanislas)
- 1966: Spion zwischen 2 Fronten (Triple Cross)
- 1967: Fantomas bedroht die Welt (Fantômas contre Scotland Yard)
- 1971: Mörder nach Vorschrift (Les assassins de l'ordre)
- 1972: Die große Masche (Tout le monde il est beau, tout le monde il est gentil)
- 1972: Das fünfblättrige Kleeblatt (Le trefle à cinq feuilles)
- 1973: Pardon, Genossen! Edel sei der Mensch, hilflos und reich (Moi y'en a vouloir des sous)
- 1975: Wenn das Fest beginnt … (Que la fête commence …)
- 1976: Der Richter und der Mörder (Le juge et l’assassin)
- 1979: Louis’ unheimliche Begegnung mit den Außerirdischen (Le gendarme et les extra-terrestres)
- 1982: Die Legion der Verdammten (Les misérables)